# NGC 477
NGC 477 je spirální galaxie s příčkou nacházející se v souhvězdí Andromedy. Její zdánlivá jasnost je 13,1m a úhlová velikost činí 1,5′ × 0,9′. Galaxie je vzdálená přibližně 270 milionů světelných let od Země a má průměr kolem 115 000 světelných let. William Herschel ji objevil dne 18. října 1786.

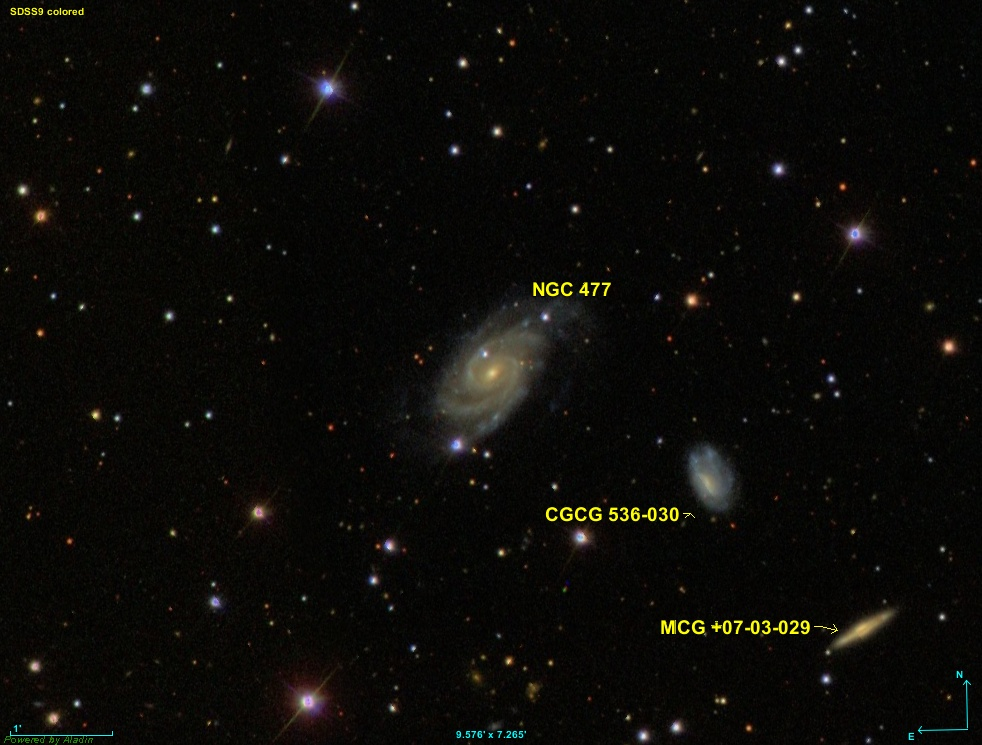
NGC 477 (SDSS)